# Diesdorf
Diesdorf ist ein Flecken im Altmarkkreis Salzwedel in Sachsen-Anhalt.

## Geographie

### Lage
Der Ort liegt in der westlichen Altmark und ist geprägt durch eine sanft-hügelige Endmoränenlandschaft mit zumeist waldbestandenen kargen Sandböden, maßgeblich durch die Saaleeiszeit gestaltet.
Diesdorf liegt etwa 25 km südwestlich von Salzwedel. Im unmittelbar benachbarten Niedersachsen ist der nächste größere Ort Wittingen in etwa zehn Kilometern Entfernung.

### Gliederung
Der Flecken Diesdorf hat folgende Ortsteile und Wohnplätze:
| - Abbendorf mit Wüstung Römke - Bergmoor - Dankensen - Diesdorf mit Forsthof Vier und Kerstenberg - Dülseberg - Haselhorst - Höddelsen | - Hohenböddenstedt mit Schinkenmühle - Hohengrieben - Lindhof - Mehmke - Molmke - Neuekrug | - Peckensen - Reddigau - Schadeberg - Schadewohl - Waddekath - Wüllmersen |

### Klima
Der Jahresniederschlag beträgt 622 mm. Die Niederschläge sind niedrig. Sie liegen im unteren Viertel der in Deutschland erfassten Werte. An 25 % der Messstationen des Deutschen Wetterdienstes werden niedrigere Werte registriert. Der trockenste Monat ist der Oktober, die meisten Niederschläge fallen im August. Im August fallen 1,6-mal mehr Niederschläge als im Oktober. Die Niederschläge variieren nur minimal und sind extrem gleichmäßig übers Jahr verteilt. An nur 4 % der Messstationen werden niedrigere jahreszeitliche Schwankungen registriert.

## Geschichte

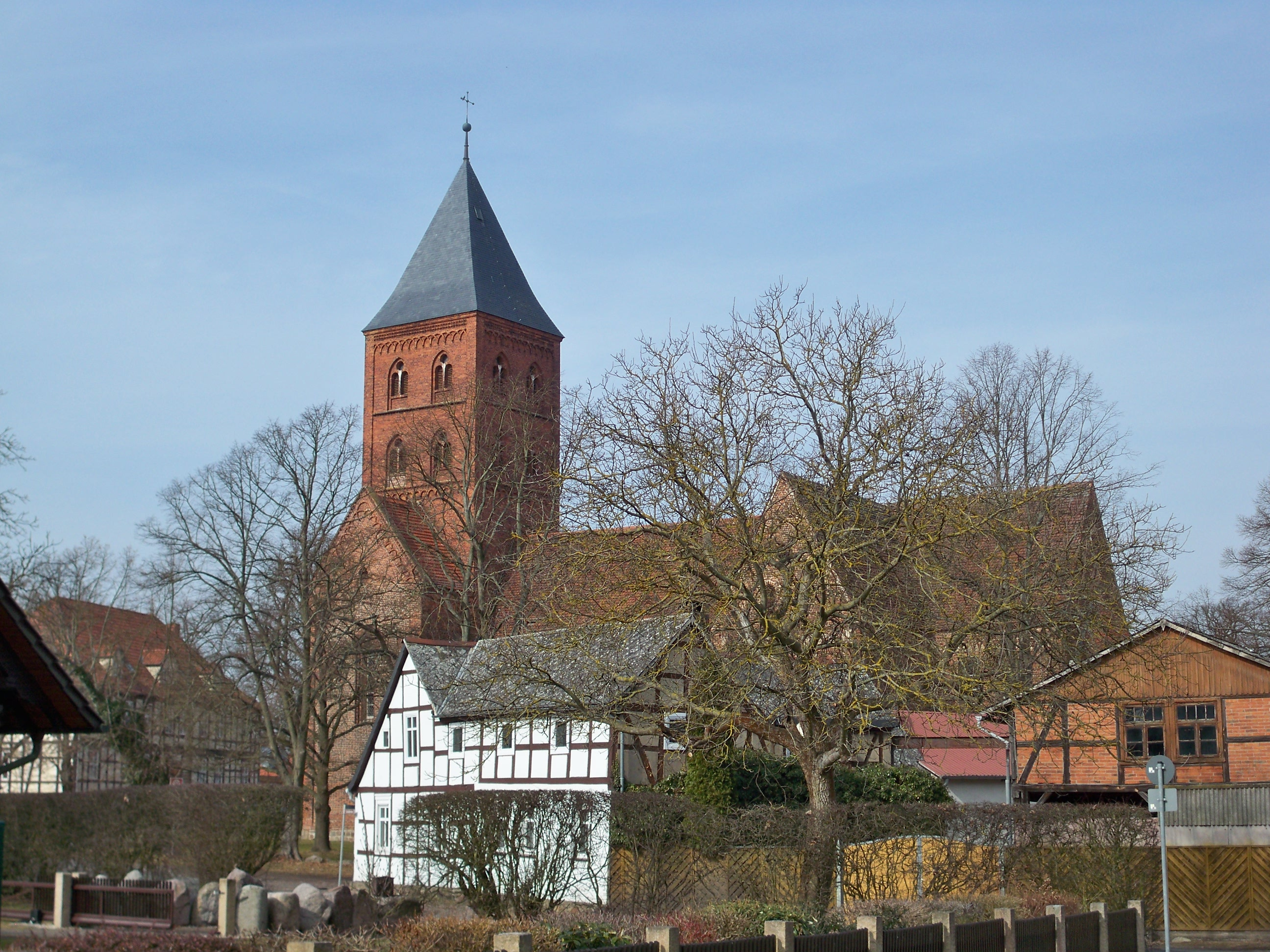
Die Klosterkirche im Ortszentrum

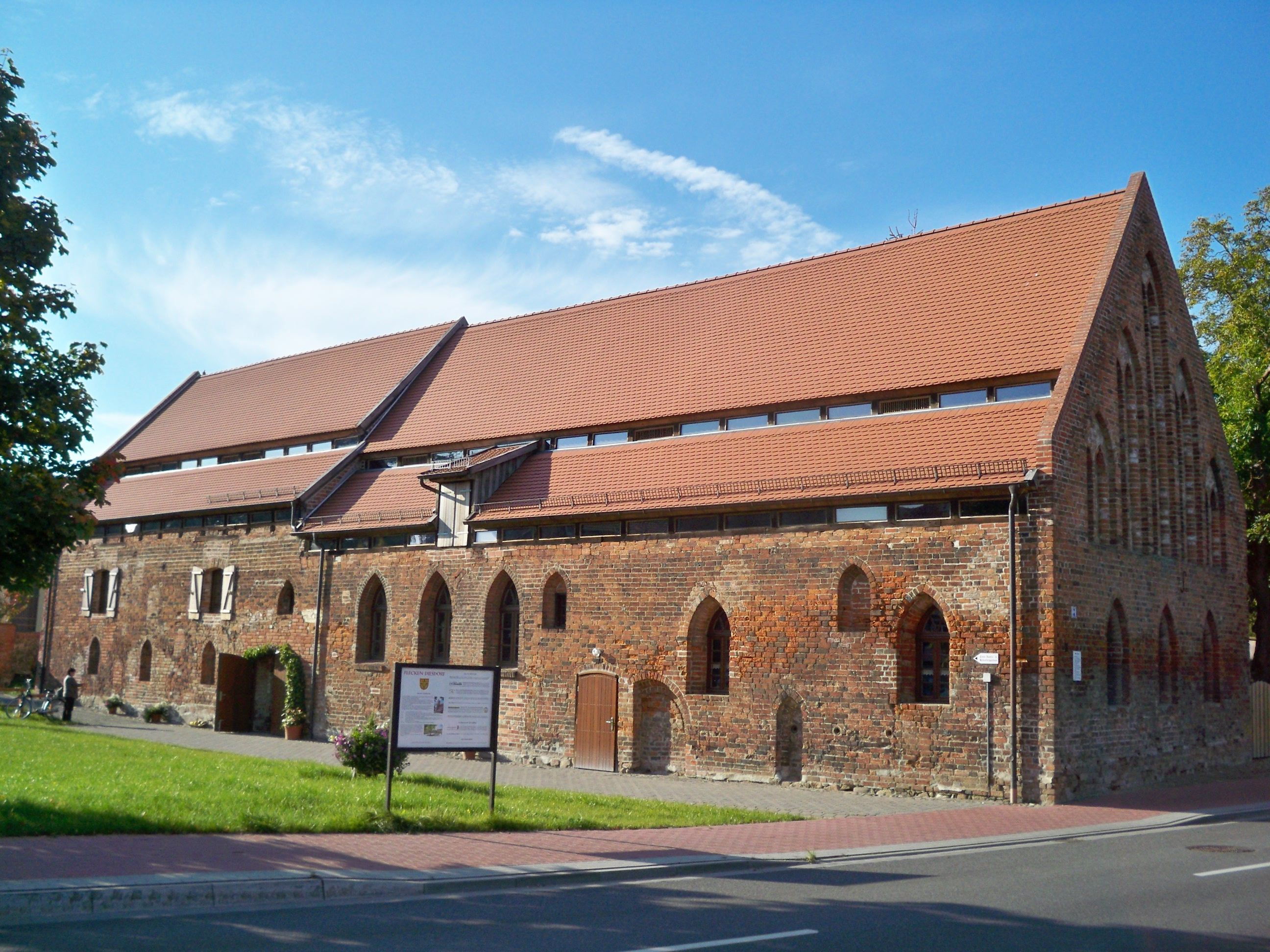
„Alte Darre“ auf dem ehemaligen Klostergelände

Die Großsteingräber bei Schadewohl und die Großsteingräber bei Diesdorf belegen eine Besiedlung der Region bereits für die Jungsteinzeit.
Der Ort wurde 1112 erstmals urkundlich erwähnt. 1161 wurde durch den Grafen Hermann von Warpke-Lüchow das Stift der Augustiner-Chorherren Marienwerder gegründet. Dieses prägte stark die Geschichte und Entwicklung des Ortes. Nach der Reformation und Säkularisation des Klosters 1551 wurden hier ein Domänenamt des brandenburgischen Staates und ein adliges Frauenstift eingerichtet. 1810 wurden beide unter der Herrschaft des französischen Königreichs Westphalen aufgelöst. Nach der Rückgliederung an Preußen kam der Ort mit der Altmark zum Regierungsbezirk Magdeburg und damit in die Provinz Sachsen, aus der 1947 das Land Sachsen-Anhalt hervorging. Ab 1952 mit Auflösung der Länder in der DDR gehörte Diesdorf zum Bezirk Magdeburg. Seit dem 27. März 1998 führt die Gemeinde offiziell den Namenszusatz Flecken.
1911 wurde das erste Freilichtmuseum Deutschlands am Südrand von Diesdorf gegründet.

### Eingemeindungen
- Am 30. September 1928 wurde der Gutsbezirk Diesdorf, Forst mit der Landgemeinde Diesdorf vereinigt.[5]
- 1961 wurde der Ortsteil Molmke Diesdorf zugeordnet.[6]
- Am 15. April 1974 wurde der Ortsteil Lindhof Diesdorf zugeordnet.[7]
- Am 1. Januar 1991 wurden Abbendorf (mit Dankensen, Hohenböddenstedt und Peckensen) und Waddekath (mit Haselhorst) nach Diesdorf eingemeindet.[7]
- Am 1. November 1992 folgte die Eingemeindung von Schadeberg (mit Dülseberg).[7]
- Am 1. Januar 2010 wurde Neuekrug (mit Höddelsen und Reddigau) nach Diesdorf eingemeindet.[8]
- Am 1. September 2010 folgte die Gemeinde Mehmke.[8]

### Einwohnerentwicklung

#### Gemeinde
| Jahr | Einwohner |
| ---- | --------- |
| 1734 | 128       |
| 1774 | 426       |
| 1789 | 412       |
| 1801 | 317       |
| 1818 | 536       |
| 1840 | 821       |

| Jahr | Einwohner |
| ---- | --------- |
| 1864 | 0850      |
| 1871 | 0869      |
| 1895 | 0967      |
| 1910 | [0]0973   |
| 1905 | 0984      |
| 1910 | [0]1057   |

| Jahr | Einwohner |
| ---- | --------- |
| 1925 | 0999      |
| 1939 | 1057      |
| 1946 | 1383      |
| 1964 | 1427      |
| 1971 | 1467      |
| 1981 | 1365      |

| Jahr | Einwohner |
| ---- | --------- |
| 1993 | 1862      |
| 2006 | 2108      |
| 2012 | 2390      |
| 2018 | 2340      |
| 2021 | 2292      |
| 2022 | 2267      |

Quelle, wenn nicht angegeben, bis 2006, danach

#### Ortsteil
| Jahr | Einwohner |
| ---- | --------- |
| 2015 | 1101      |
| 2018 | 1109      |
| 2021 | 1083      |
| 2022 | 1085      |
| 2023 | 1067      |

## Religion
Die Volkszählung in der Europäischen Union 2011 zeigte, dass 42 % der Einwohner evangelisch und 3 % katholisch sind.
Auf evangelischer Seite gehört fast das gesamte Gemeindegebiet (samt den Kirchen in Abbendorf, Dankensen, Diesdorf, Mehmke, Peckensen, Waddekath und Wüllmersen) zum Pfarrbereich Diesdorf im Kirchenkreis Salzwedel im Bischofssprengel Magdeburg der Evangelischen Kirche in Mitteldeutschland. Nur die Feldsteinkirche Dülseberg gehört zum Pfarrbereich Osterwohle-Dähre im Kirchenkreis Salzwedel.

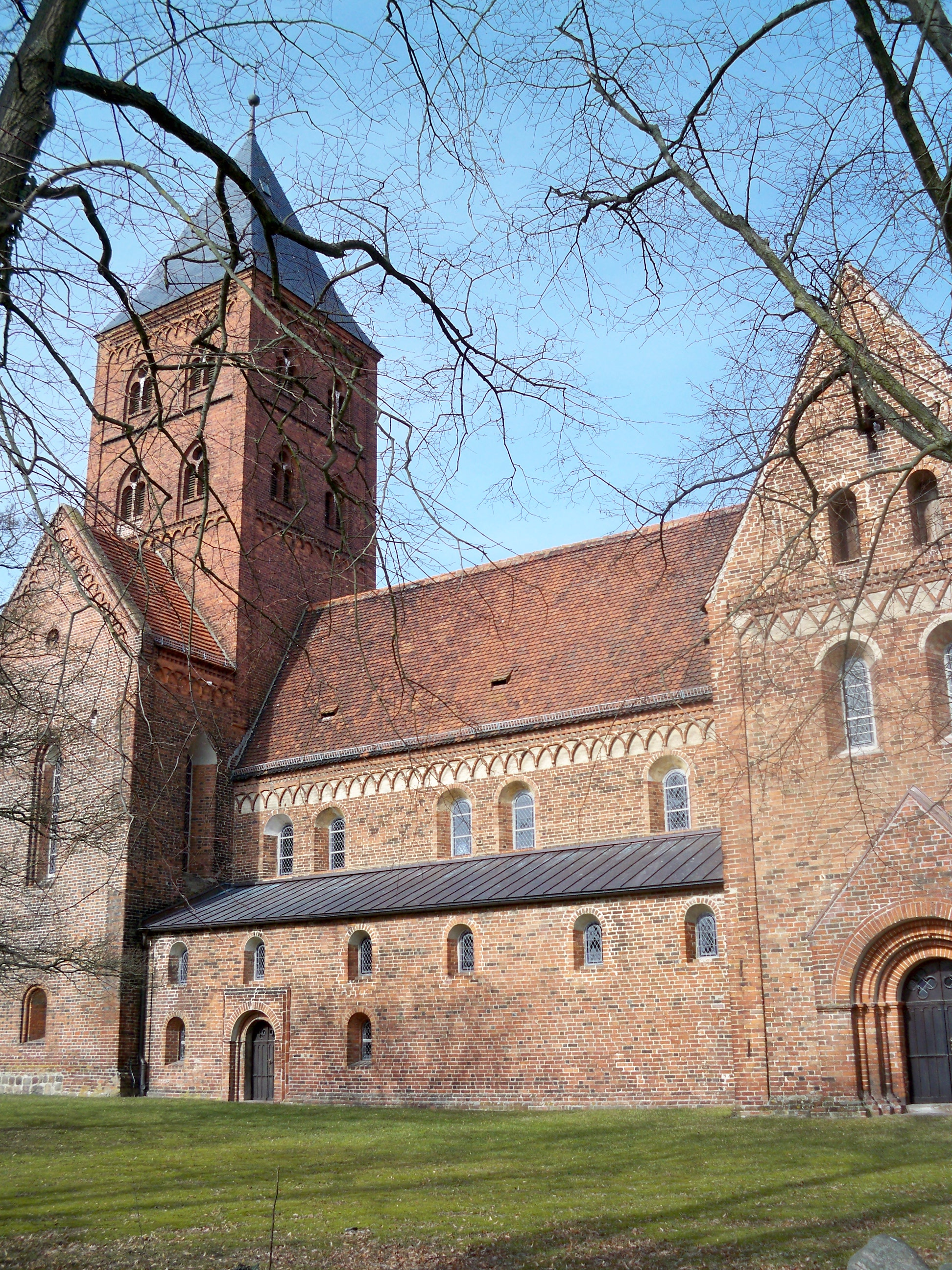
Diesdorf
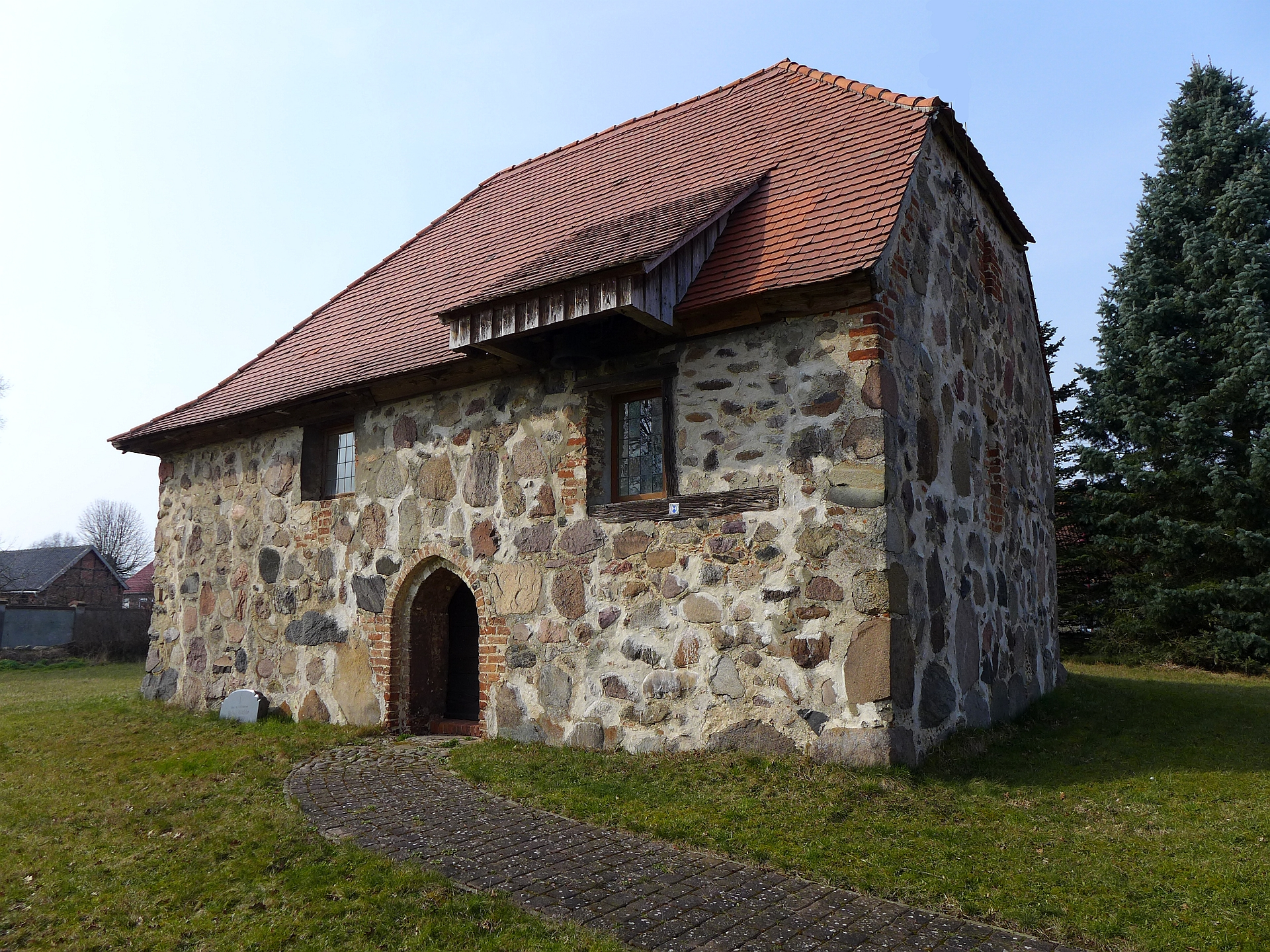
Dülseberg
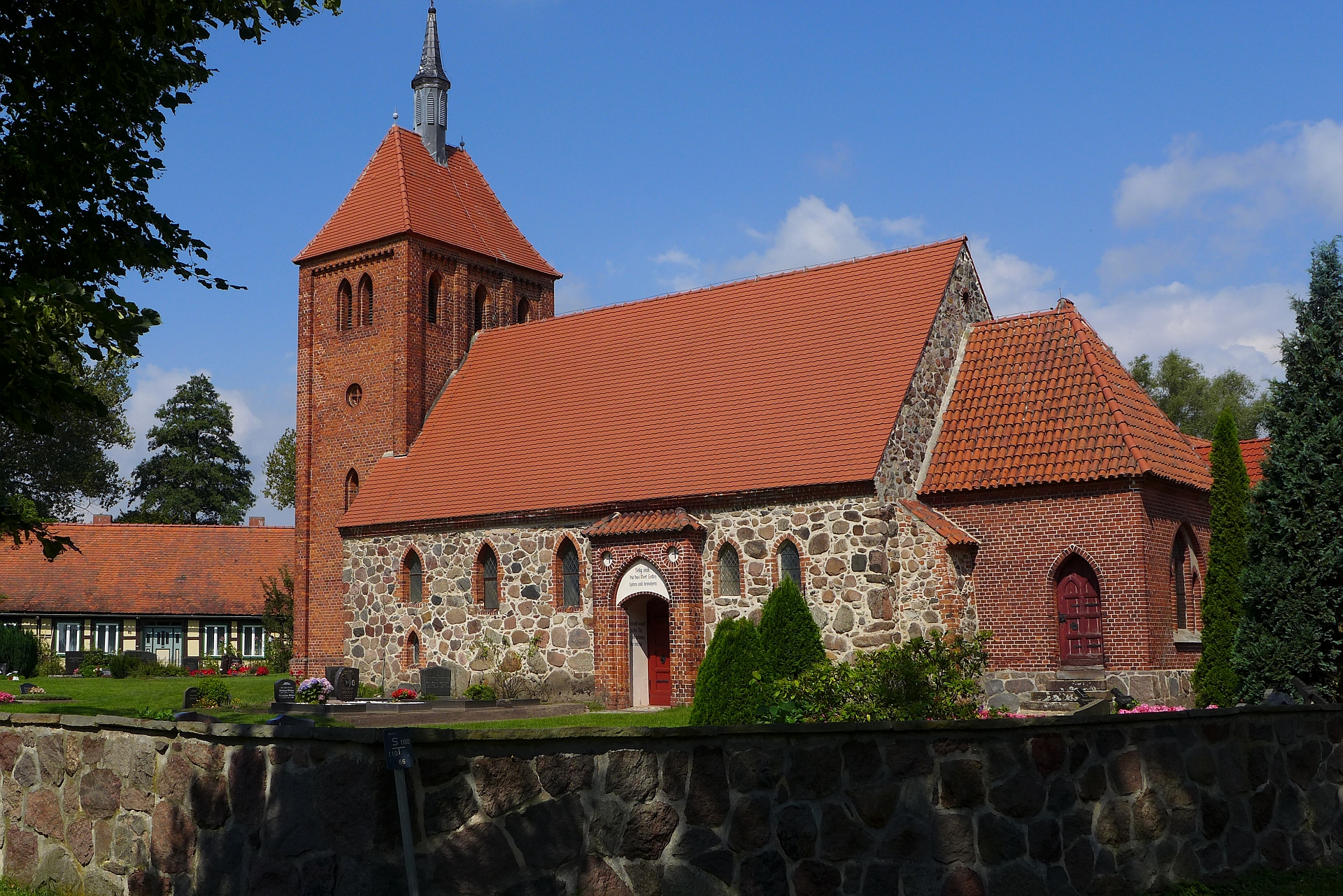
Mehmke
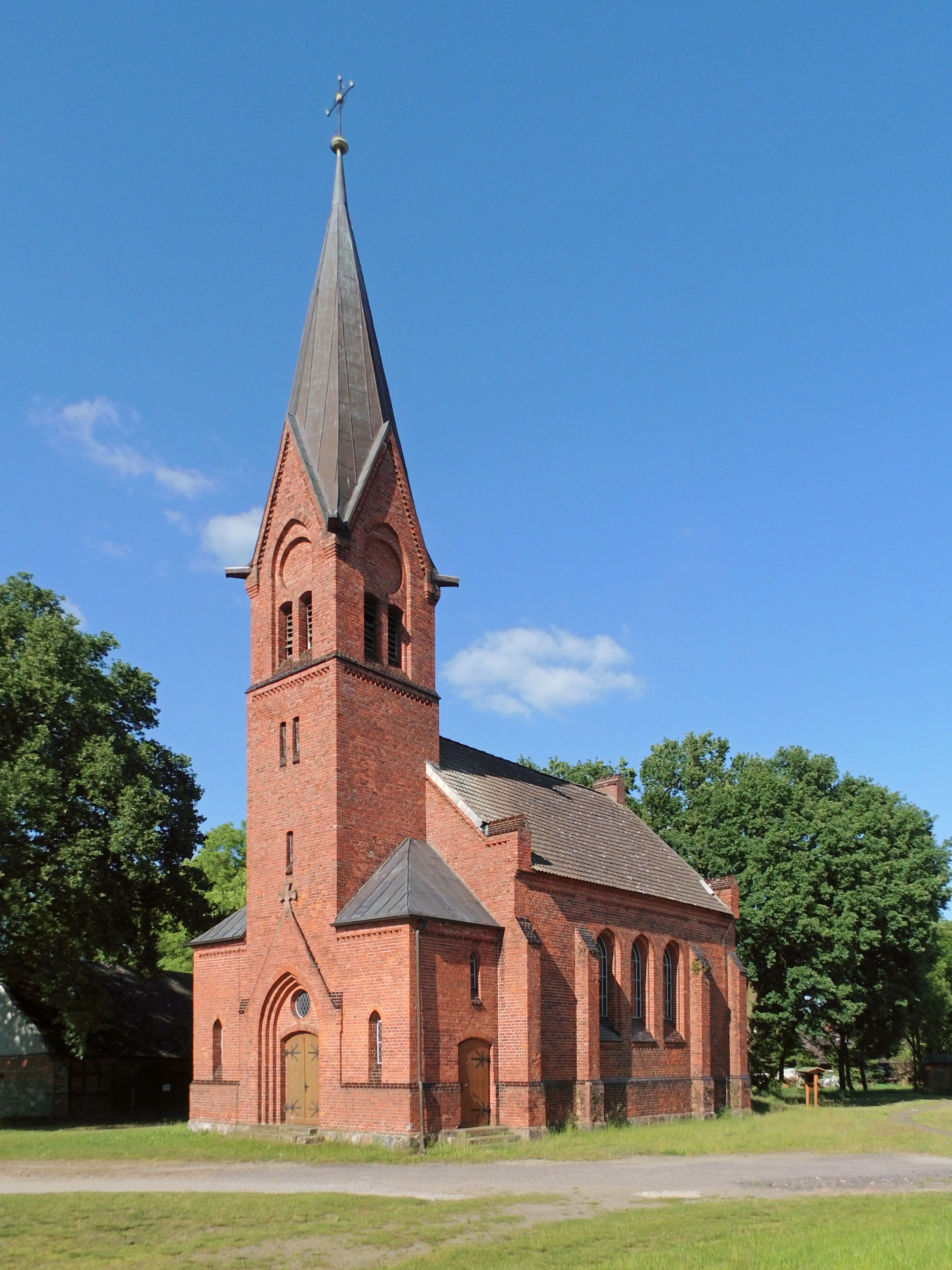
Peckensen

Die Katholiken gehören überwiegend zur Pfarrei St. Laurentius in Salzwedel; die nächste Filialkirche ist St. Antonius von Padua in Dähre. Die Ortschaften Hohengrieben, Mehmke und Wüllmersen sind indes der Pfarrei St. Hildegard mit Sitz in Gardelegen zugeordnet, deren nächste Filialkirche Mariä Himmelfahrt in Beetzendorf ist. Beide Pfarreien gehören zum Dekanat Stendal im Bistum Magdeburg.

## Politik

### Gemeinderat
Die Kommunalwahl am 9. Juni 2024 führte zu folgendem Ergebnis für die Zusammensetzung des Gemeinderats:
- Linke: 2
- SPD: 2
- EB: 3
- CDU: 4
- AfD: 1

Vorherige Sitzverteilungen:
| Liste: | CDU | Linke | SPD | FDP | Grüne | EB | Gesamt   |
| ------ | --- | ----- | --- | --- | ----- | -- | -------- |
| 2019   | 5   | 3     | 2   | 1   | 1     | 2  | 14 Sitze |

### Bürgermeister
Seit 2022 ist Daniel Rieck Bürgermeister der Gemeinde. Sein Vorgänger Fritz Kloß (SPD) stellte sich nicht mehr zur Wahl, er war seit 1990 im Amt.

### Wappen
Das Wappen wurde am 1. April 1997 durch das Regierungspräsidium Magdeburg genehmigt.
Blasonierung: „In Rot ein von vier steigenden goldenen Eichenblättern bewinkeltes golden bordiertes schwarzes Kreuz mit einem Herzschild, der Herzschild schwarz-gold schräggeviert, belegt mit einer Fensterraute in verwechselten Farben.“
Mit dem Kloster hatte Diesdorf für die Entwicklung in der Altmark eine bedeutende Stellung. Das 1161 durch die Grafen von Warpke-Lüchow gegründete Augustinerstift trug wesentlich zur Ausprägung der Struktur und des Ortes bei. Es spielte im Rahmen der Missionierung und wirtschaftlichen Entfaltung eine bedeutende Rolle. Im geografischen Grenzraum aneinander stoßender Herrschaftsgebiete gelegen, kreuzten und verbanden sich hier verschiedene politische und kulturelle Einflüsse. Dies findet im Wappen sowohl durch das Kreuz als auch durch den Herzschild seinen Ausdruck. Das Kreuz steht für Christianisierung und das Klosterstift, aber auch für Wegekreuzung. Im Herzschild ist durch die aneinander stoßenden Felder der Schrägvierung der altmärkische Grenzraum symbolisiert. Die Fensterraute, angelehnt an das Wappenmotiv der Gründungsherren des Klosters, umfriedet mauerartig den Mittelpunkt der Schrägvierung und wirkt so mehrfach symbolhaft. Die Eichenblätter nehmen einerseits Bezug auf die Schönheit der Naturlandschaft, andererseits säumen jahrhundertealte Eichen die Klostermauern. Ein konkreter Bezug zum Ortsbild stellt ebenfalls die Fensterraute dar. Nicht nur der Fachwerkbau des Freilichtmuseums Diesdorf weist mehrfach variiert dieses Motiv auf, auch die verbliebenen Partien der mittelalterlichen Klostermauern tragen im Wechsel roter und schwarzer Backsteine dieses auffällige Zeichen.

### Flagge
Die Flagge der Gemeinde Flecken Diesdorf zeigt die Farben Schwarz – Gold (Gelb). Es ist eine Flagge mit zwei schmalen, schwarzen Außenstreifen und einem breiteren goldenen (gelben) Mittelstreifen, der mit dem Fleckenwappen belegt ist.

## Kultur und Sehenswürdigkeiten

### Klosterkirche
In Diesdorf befindet sich die Kirche St. Maria und Crucis des 1161 durch den Grafen Hermann von Warpke-Lüchow gegründeten Augustiner-Chorherrenstiftes, mit dessen Bau 1182 begonnen wurde. Die Backsteinkirche im romanischen Stil gehört zu den ältesten in der Altmark, die ein vollständiges Kreuzgratgewölbe aufweisen. Ihr Inneres ist durch den Bau im gebundenen System geprägt. Ihr Äußeres zeigt Schmuckelemente wie Lisenen, Kreuzbogenfries, Rautenfries, Zickzackfries und Deutsches Band. Der weithin sichtbare Turm im neoromanischen Baustil wurde ab 1863 errichtet.

### Ehemaliges Klostergelände
Zu den früheren Klostergebäuden gehört die im 14. Jahrhundert entstandene „Alte Darre“, ehemals als Brau- und Backhaus genutzt. Anfang der 2010er Jahre wurde sie restauriert und als heimatgeschichtliches Museum eingerichtet. Die Mauer um das Klostergelände ist weitgehend erhalten.

### Freilichtmuseum Diesdorf

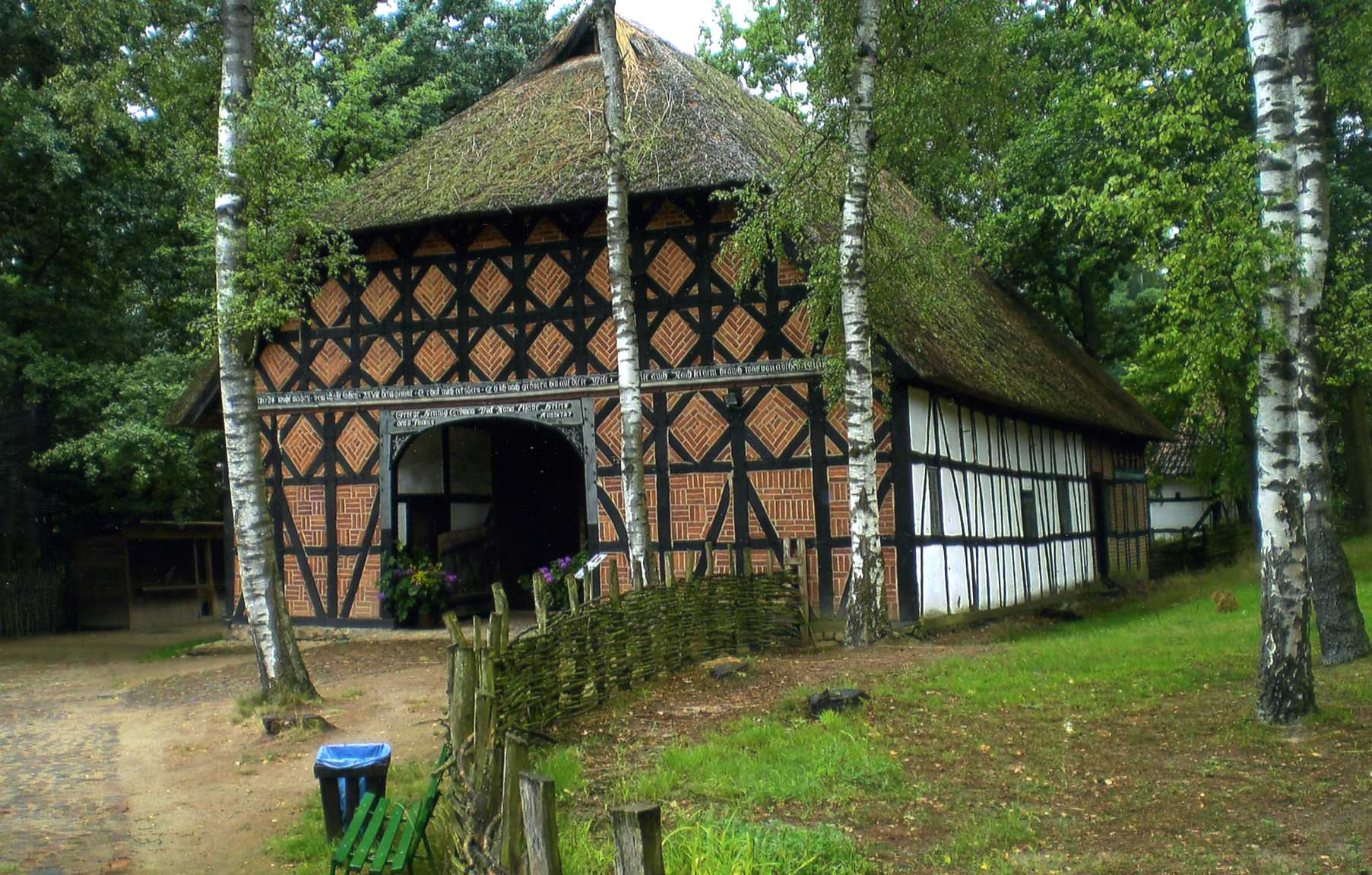
Hallenhaus im Freilichtmuseum

Das Freilichtmuseum Diesdorf zeigt unter anderem Fachwerkhäuser verschiedener Zweckbestimmung und Form sowie eine Bockwindmühle. Thematisch bezieht sich das Museum auf die Altmark.

### Großsteingräber bei Diesdorf

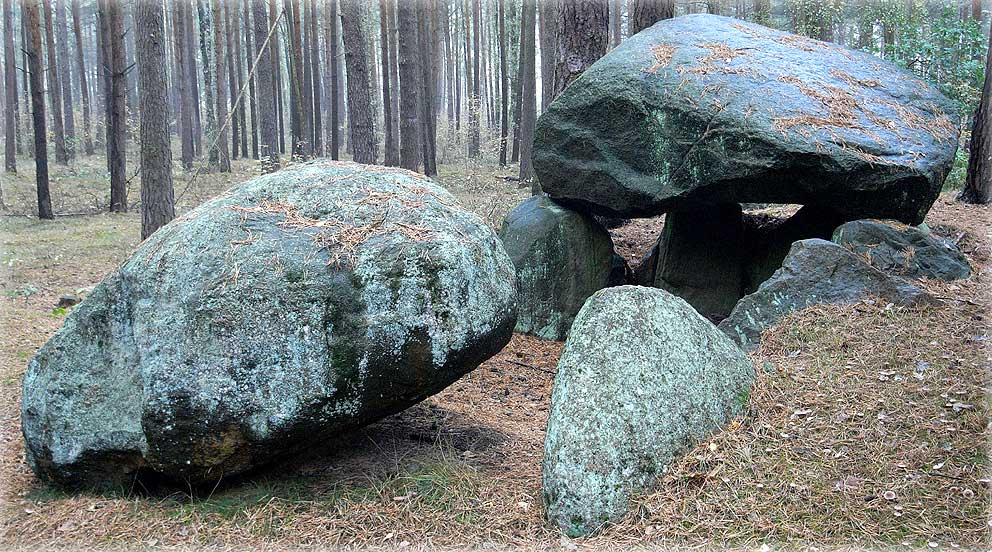
Großsteingrab Diesdorf 3

In der Nähe von Diesdorf befinden sich die Großsteingräber bei Diesdorf, eine Gruppe von drei noch erhaltenen jungsteinzeitlichen Grabanlagen.

## Verkehr und Wirtschaft

### Verkehr
Diesdorf liegt an den Landesstraßen 8 Wittingen–Salzwedel (Teil der Deutschen Fachwerkstraße) und 11 Diesdorf–Beetzendorf–Apenburg (Teil der Straße der Romanik).
Bis zur Stilllegung des Abschnitts Diesdorf–Dähre der Bahnstrecke Salzwedel–Diesdorf am 23. Mai 1993 war der Ort an das Eisenbahnnetz angeschlossen. Bereits 1945 bzw. 1973 wurde der Schienenverkehr Richtung Wittingen und Beetzendorf eingestellt. Heute sind alle Strecken abgebaut.

### Wirtschaft
Im Ortsteil Peckensen befindet sich ein Erdgas-Kavernenspeicher mit einem derzeitigen Speichervolumen von 400 Millionen Kubikmetern.

## Persönlichkeiten
- August Zarnack (1777–1827), Prediger, Pädagoge und Volksliedsammler, geboren in Mehmke
- Heinrich Mahlke (1851–1921), Reichstagsabgeordneter, geboren in Dankensen
- Eduard von Westernhagen (1851–1921), preußischer Generalleutnant, geboren in Abbendorf
- Adolf Heitmann (1858–1946), Pädagoge und Schriftsteller, geboren in Diesdorf
- Fritz Darges (1913–2009), SS-Obersturmbannführer, 1943 bis 1944 persönlicher Adjutant von Adolf Hitler, geboren in Dülseberg
- Helmut Gäde (1932–2022), Pflanzenbauwissenschaftler, geboren in Peckensen